# Rượu vang vàng

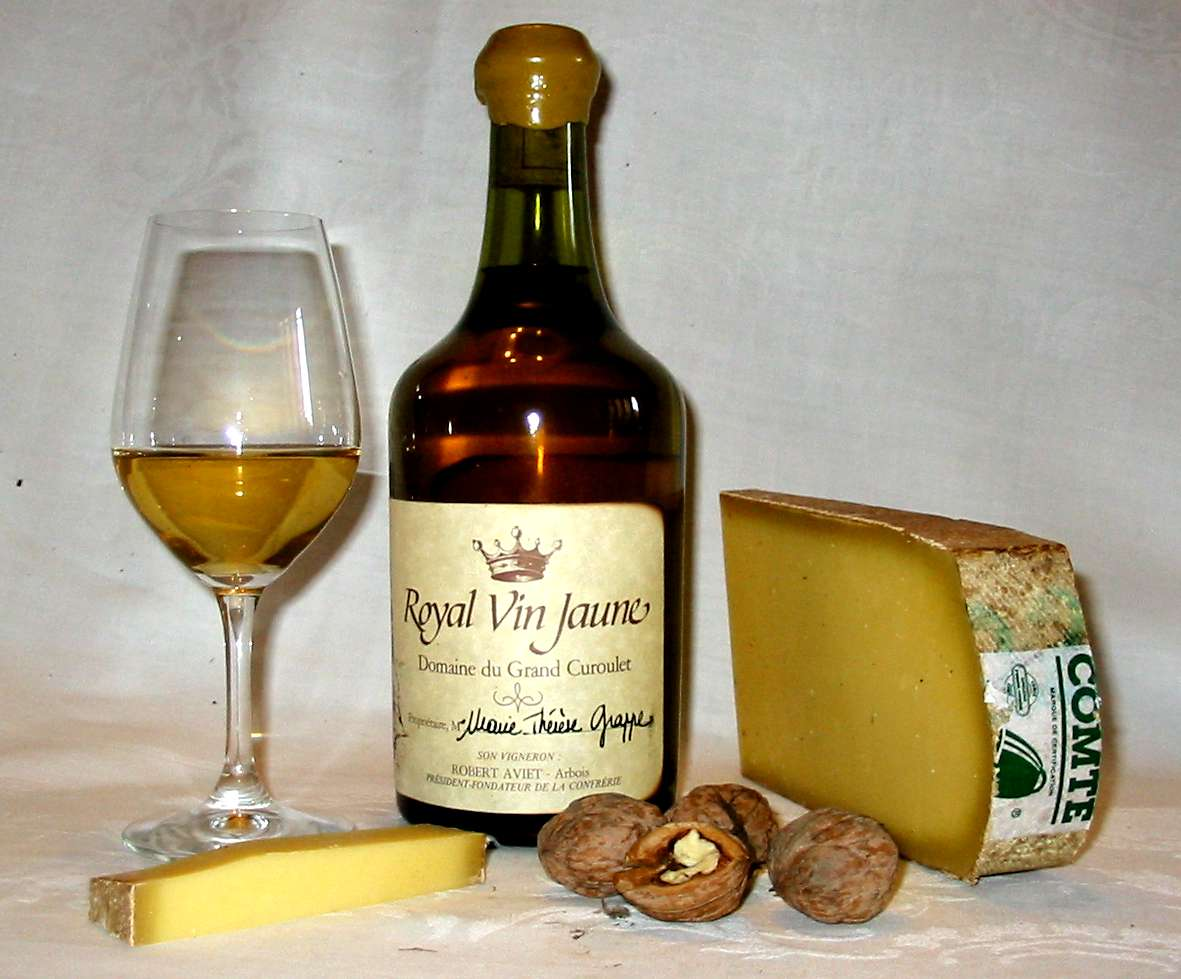
Vin jaune với pho mát Comté và quả óc chó, một kết hợp đặc trưng của vùng Jura (Pháp)

Rượu vang vàng (tiếng Pháp: Vin jaune) là một loại rượu vang trắng đặc biệt và đặc trưng được sản xuất ở vùng Jura ở miền đông nước Pháp. Nó tương tự như rượu Fino Sherry khô và có được đặc tính của mình nhờ được ủ trong thùng dưới một lớp màng men, được gọi là voile, trên bề mặt của rượu. Rượu vang vàng có nhiều điểm tương đồng với Sherry, bao gồm một số hương thơm, nhưng không giống như Sherry, nó không phải là một loại rượu vang cường hóa. Rượu được làm từ nho Savagnin, với một số ví dụ cao cấp nhất đến từ các vườn nho marl ở Château-Chalon AOC. Ở các vùng sản xuất rượu vang khác của Pháp, đã có những thử nghiệm trong việc sản xuất các loại rượu vang có phong cách tương tự từ Chardonnay và các giống nho địa phương khác bằng cách sử dụng men nuôi cấy như rượu vin de voile được sản xuất ở Gaillac.